# Eleições parlamentares na Eslováquia em 2010
As eleições parlamentares eslovacas de 2010 foram realizadas em 12 de junho. Essas foram as quintas eleições legislativas no país após a cisão da Tchecoslováquia, em 1º de janeiro de 1993.

## O pleito
A votação transcorreu sem incidentes significativos, embora em plena onda de intenso calor que atingiu todo o continente europeu, porém, a participação acabou se aproximando de 65%, contra 55% de 4 anos atrás, indicou a Comissão Eleitoral Central.
Estavam inscritos 4,3 milhões de eleitores, de uma população total de 5,42 milhões, para escolher os 150 membros do Parlamento, com sede em Bratislava.

## Resultados
Os social-democratas venceram o pleito, porém a oposição de centro-direita conseguiu obter uma maioria capaz de desbancar a coalizão liderada pelo primeiro-ministro, Robert Fico, debilitado por um escândalo sobre o financiamento ilegal de seu partido. O partido governista Direção – Social Democracia (Smer) venceu com 34,8% dos votos, ou seja, do total de 150 cadeiras do Parlamento, os atuais partidos do Governo reuniriam 61 deputados, enquanto a oposição de centro-direita obteve 79 assentos. Após o Smer, estão três partidos de centro-direita: a União Democrata Cristã da Eslováquia (SDKU), com 15,4% dos votos; o partido Liberdade e Solidariedade (SaS), que obteve 12,1%; e o Movimento Cristão Democrático (KDH), com 8,5%. O Partido Nacional da Eslováquia (SNS), do ultranacionalista Jan Slota, acabou se tornando o último partido do Conselho Nacional da República Eslovaca (Parlamento), com 6,3% dos votos, após ter sido a terceira força parlamentar.

## Tabela de resultados
| Partidos                | Partidos                                                   | Nº Votos  | % Votos | +/-  | Nº Deputados | +/-  |
| ----------------------- | ---------------------------------------------------------- | --------- | ------- | ---- | ------------ | ---- |
|                         | Direção-Social-Democracia                                  | 880 111   | 34,8%   | 5,7  | 62 / 150     | 12   |
|                         | União Democrata-Cristã Eslovaca - Partido Democrático      | 390 042   | 15,4%   | 3,0  | 28 / 150     | 3    |
|                         | Liberdade e Solidariedade                                  | 307 287   | 12,1%   | Novo | 22 / 150     | Novo |
|                         | Movimento Democrata-Cristão                                | 215 755   | 8,5%    | 0,2  | 15 / 200     | 1    |
|                         | Most-Híd                                                   | 205 538   | 8,1%    | Novo | 14 / 150     | Novo |
|                         | Partido Nacional Eslovaco                                  | 128 490   | 5,1%    | 6,6  | 9 / 150      | 11   |
|                         | Partido da Coligação Húngara                               | 109 638   | 4,3%    | 7,4  | 0 / 150      | 20   |
|                         | Partido Popular – Movimento por uma Eslováquia Democrática | 109 480   | 4,3%    | 4,5  | 0 / 150      | 15   |
|                         | Partido da Esquerda Democrática                            | 61 137    | 2,4%    | 2,3  | 0 / 150      | =    |
|                         | Partido Popular - Nossa Eslováquia                         | 33 724    | 1,3%    | Novo | 0 / 150      | Novo |
|                         | Partido Comunista da Eslováquia                            | 21 104    | 0,8%    | 3,1  | 0 / 150      | =    |
|                         | Outros                                                     | 67 079    | 2,6%    |      | 0 / 150      |      |
| Total                   | Total                                                      | 2 529 385 | 100%    |      | 150          |      |
| Eleitorado/Participação | Eleitorado/Participação                                    | 4 299 482 | 58,8%   | 4,1  |              |      |

## Fonte
- Governistas vencem eleições na Eslováquia, mas oposição obtém maioria